# Західний кордон
«Західний кордон» (англ. Western Frontier) — американський вестерн режисера Альберта Германа 1935 року.

## Сюжет
Кена і його сестру розділяють в молодості, коли індіанці нападають на їхній фургон. Кен виріс і вирушає на пошуки злочинниці, знаної як Голді, проте довідується, що вона — його давно втрачена сестра.

## У ролях
- Кен Мейнард — Кен Мастерс
- Люсіль Браун — Мері Гарпер
- Нора Лейн — Голді (Гейл Мастерс)
- Роберт «Базз» Генрі — Пі Ві Харпер
- Френк Яконеллі — Гавгав
- Отіс Херлан — Док Кук
- Гарольд Гудвін
- Френк Хегні — Лінк
- Гордон Гріффіт — бандит Стів
- Джеймс А. Маркус — маршал Бет Маннінгтон